# 甲賀三郎 (伝説)
甲賀 三郎（こうが さぶろう）は、長野県諏訪地方の伝説の主人公の名前。地底の国に迷いこみ彷徨い、後に地上に戻るも蛇体（または龍）となり諏訪の神になったなど、さまざまな伝説が残されている。近江を舞台にした伝説もある。

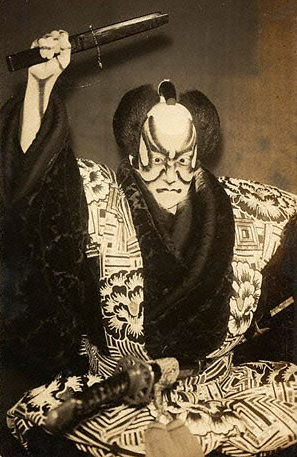
五代目市川三升（贈十代目團十郎）、『嫐』の甲賀三郎

## 概要

### 諏訪の龍蛇信仰

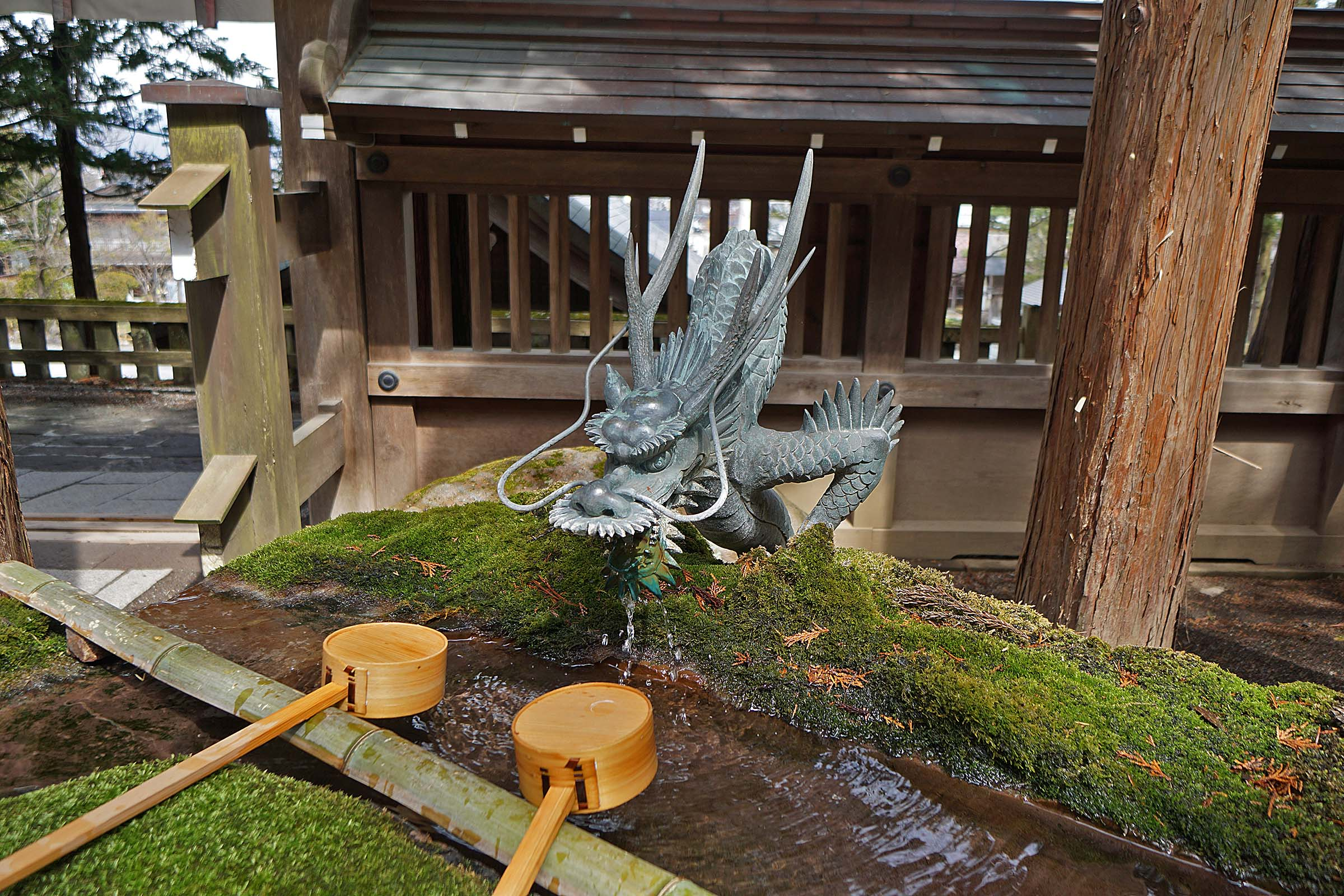
手水（諏訪大社上社本宮）

国史では諏訪大社に祀られている神は「建御名方神」と「八坂刀売神」という名前で登場しており、『古事記』や『先代旧事本紀』ではこの建御名方神が建御雷神との力比べに敗れてしまう大国主神の次男として描かれている。諏訪では諏訪の神（建御名方神）を蛇（あるいは龍）とする伝承や民話は多く残っており、建御名方神を祀る諏訪大社上社の神事（中世まで行われた御室神事など）には龍蛇信仰の痕跡が見受けられる。

### 伝説の成立
鎌倉時代には諏訪上社の大祝を務めた諏訪氏（神氏）が武士化して北条得宗家の御内人となり、諏訪大社が鎌倉幕府の庇護を受けるにつれて諏訪信仰が全国に広まり、軍神として多くの武士から信仰を集めた。諏訪氏の始祖が8歳の時に諏訪明神（建御名方神）に自分の生ける神体として選ばれたという伝承から、大祝代々は現人神、すなわち諏訪明神の後裔で明神そのものとして崇敬された。諏訪氏がこれを利用して権力を振るい、諏訪神党と称される武士団を形成していく。しかし、幕府滅亡後に起こった中先代の乱で諏訪氏の権威は失墜し、カリスマ性を失った大祝から氏人は離れた。この時代には大祝家直伝の縁起譚ではなくもっと在地の風景に根付いた縁起が求められた影響で、各地に諏訪氏や大祝とは絡みのない新たな「諏訪縁起」が同時多発的に発生した。諏訪の神を武士として描く甲賀三郎伝説はその中の一つである。
当時は『古事記』や六国史は安易に講読できない史料であったため、中世前期の諏訪縁起は記紀神話の影響なしに新たに編纂されたものである。実際には『先代旧事本紀』に書かれている建御名方神の説話を諏訪大社の正式な縁起として採用する文献は『諏方大明神画詞』（1356年）が初めてである。

### 話型
話型の国際的な分類法であるAT分類においてAT301に分類されることが指摘されている。

## あらすじ
甲賀三郎伝説には主人公の名前を「諏方（よりかた）」とするものと「兼家（かねいえ）」と伝えるものがあり、それぞれ内容が異なる。

### 諏訪縁起（諏方系）
神道集「諏訪縁起の事」では、甲賀三郎伝説は以下のように語られている。
近江国甲賀郡に住む安寧天皇から5代の孫の甲賀権守諏胤（よりたね）という地頭が惣追捕使として東国の33ヶ国を治めた。大和国添上郡の地頭・春日権守の長女を娶り3人の子（太郎諏致・次郎諏任・三郎諏方）をもうけた。
70歳余になった諏胤は病床に三男の三郎諏方（よりかた）を惣領として東海道15ヶ国の惣追捕使の職を与え、長男の太郎諏致（よりむね）に東山8ヶ国、次男の次郎諏任（よりただ）に北陸道7ヶ国の惣追捕使に任命する。諏胤は亡くなり、35日の塔婆供養の3日後に奥方も亡くなる。

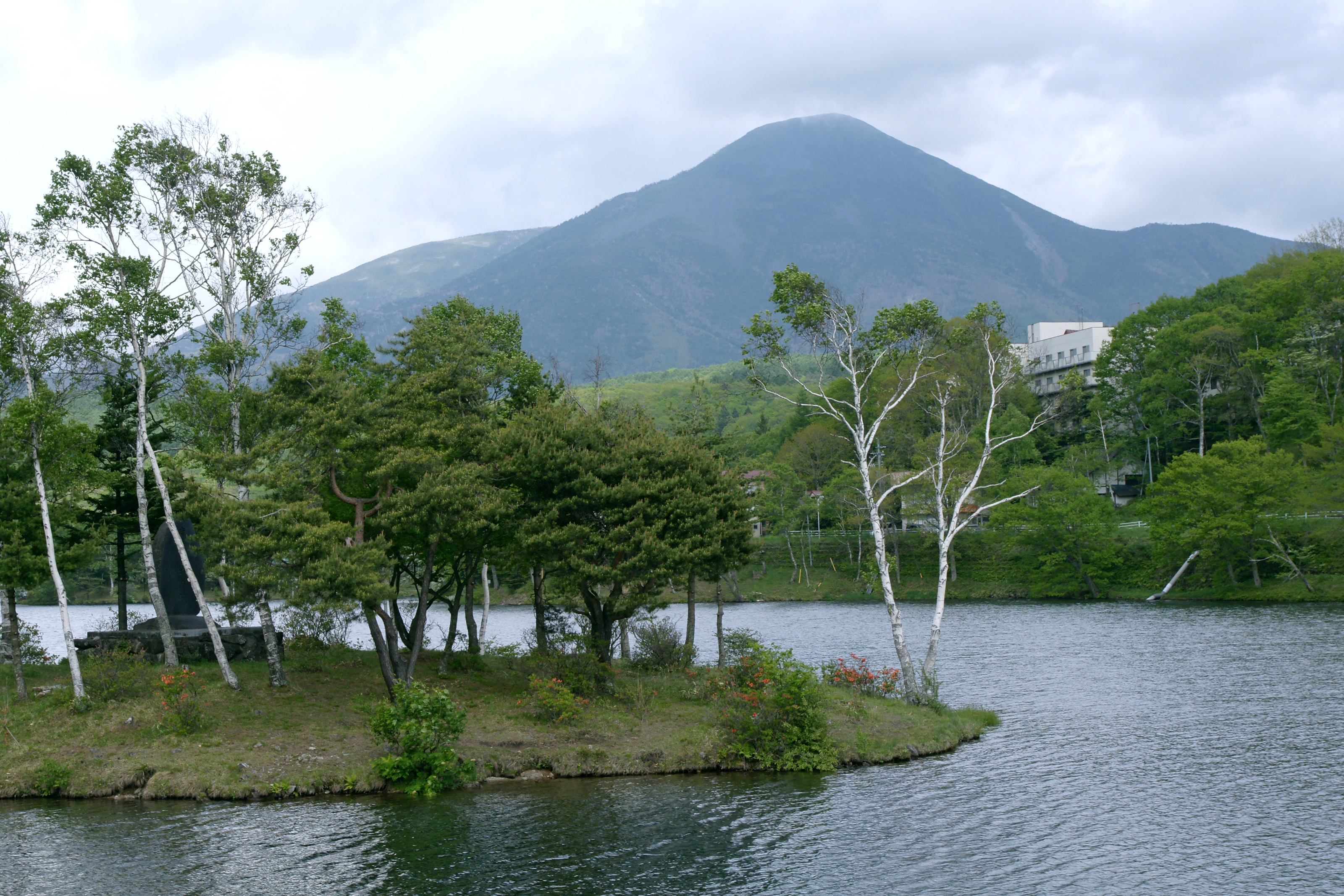
白樺湖と蓼科山

三郎が父の三回忌の後に三笠山明神に参詣したとき、春日権守の孫娘・春日姫と契りを結び、ともに甲賀郡へ帰った。ある日春日姫は伊吹山で天狗にさらわれて行方不明になったため、三郎は兄たちとともに全国の山々を巡る。最後に信濃国にある蓼科山の人穴の底に姫を見つけ、助け出した。しかし姫が忘れた鏡を取りに三郎が穴に戻ると、次郎が裏切って綱を切ったため、穴に取り残された。三郎は仕方なく人穴を彷徨い、地底の72ヶ国を通り、最後に維縵（ゆいまん）国に辿り着く。三郎は維縵国の王・好美翁の末娘である維縵姫と結ばれて、国の風習に従って毎日鹿狩りをして過ごす。一方、次郎は春日姫を自分の妻にして三郎に代わって政治を行い、甲賀の舘を占拠した。春日姫は次郎に従おうとしなかったため、次郎は逆上し家来に春日姫を切らせることにしたが、春日姫は乳母の妹婿に助けられて祖父のもとへ送り届けられる。

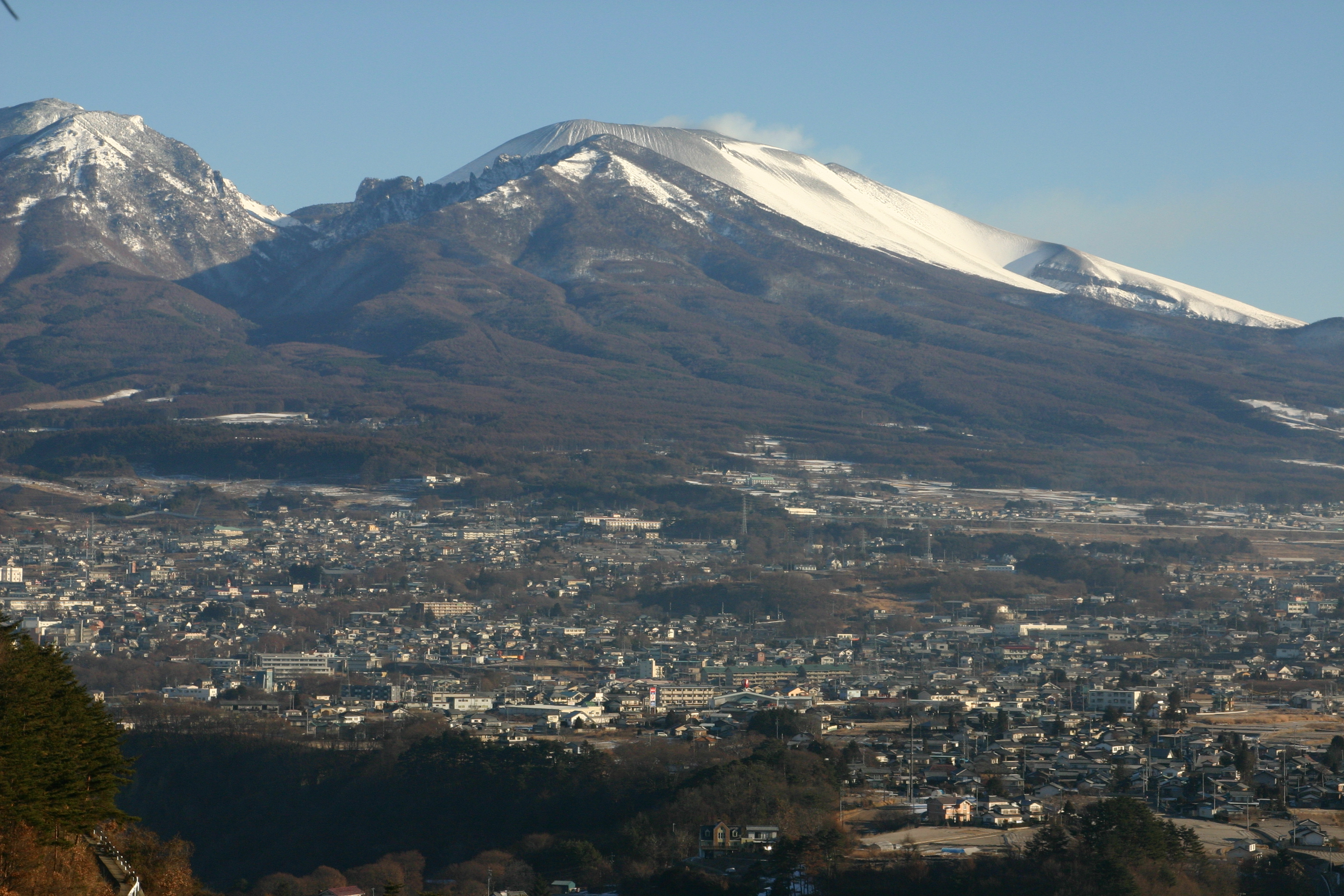
浅間山

13年6ヶ月後、春日姫の事を思い出した三郎は地上に帰ることを決意する。これを受け入れた維縵姫は彼の後を追って忍び妻（隠し妻）となると言った。国王から頂いた鹿の生肝で作った餅を1日1枚ずつ千枚を食べながら地上に向かい、信濃国の浅間山に無事帰ることができた。三郎は甲賀に戻ったが、体が蛇になっていたことを知り、父の為に造った笹岡の釈迦堂の仏壇の下に身を隠した。すると甲賀三郎の物語を語る僧たち（正体は白山権現、富士浅間大菩薩、熊野権現などの神々）の口から蛇身を逃れる方法を聞く。僧たちに言われる通りにした三郎は人間の姿に戻り、春日姫と再会した。2人は震旦国の南にある平城国に行って「早那起梨の天子」より神道の法を授かって神通力を会得した後、日本に戻って蓼科山に到着する。岡屋の里に立った三郎は諏訪大明神の上宮（諏訪大社上社）、春日姫は下宮（諏訪大社下社）として出現した。（「諏訪（すわ）」という名称は三郎の実名である「諏方」から来ているという。）維縵姫も後に地上にやって来て、春日姫に歓迎されて浅間大明神となる。甲賀三郎と兄たちは近江国の鎮守・兵主大明神が仲裁し、太郎が下野国宇都宮の示現大明神、悔悟した二郎が若狭国の田中明神、父が赤山大明神、母が日光権現として顕れ物語は終了する。

### 生還する甲賀三郎
伝説の変化形の一例は以下である。
醍醐天皇の時代、信濃国望月に住む源頼重に、武勇に優れた三人の息子がいた。朝廷の命で若狭国の高懸山の賊退治に駆り出され、三男の三郎がことのほか活躍した。功が弟一人に行くことを妬んだ兄たちは三郎を深い穴に突き落として、帰国してしまった。三郎は気絶したが、息を吹き返し、なんとか生還した。驚いた兄たちは逃げ出し、三郎は兄たちの領地を引き継いで治めた。その後、承平の乱で軍功を上げたことで江州の半分を賜り、甲賀郡に移って甲賀近江守となった。

## 作品化
- 正保3年（1646年）には、近江国の甲賀三郎兼家を主人公とした古浄瑠璃『すわのほんぢ兼家』が書かれた[10]。
- 宝永元年（1704年）には、近松門左衛門の作とされる浄瑠璃『甲賀三郎』が書かれた。こちらは近江国の甲賀左衛門兼連の子、三郎兼家が鬼退治をする話[10][11]。
- 伝説に大蛇や不義密通など、多くの挿話が付け加えられ、享保20年（1735年）に初代竹田出雲によって『甲賀三郎窟物語（いわやものがたり）』という人形浄瑠璃になり、物語として世間に広まった[9]。
- 甲賀三郎を主人公とした『嫐（うわなり）』という歌舞伎もある。